# 季米里亞澤夫斯基
季米里亞澤夫斯基（羅馬化：Timiryazevskiy）是车里雅宾斯克州切巴尔库尔区的村莊，以克利緬特·季米里亞澤夫命名。根據2010年人口普查，该村人口为3,559人，其中男性1,667人，女性1,892人。